# 千红·戈奇
千红·戈奇（德語：Qianhong Gotsch，1968年9月7日—），原名何千红，德国籍女子乒乓球运动员，在嫁至德国后改姓戈奇（Gotsch）。她曾获得2000年欧洲乒乓球锦标赛女子单打冠军。她也参加了2000年夏季奥运会。